# Тит Дидий (трибун 143 пр.н.е.)
Тит Дидий (на латински: Titus Didius) e политик на Римската република от втората половина на 2 век пр.н.е. Произлиза от фамилията Дидии.
През 143 пр.н.е. той е народен трибун. Автор е на закона lex sumptuaria (Lex Didia sumptuaria), който е написан 18 години след Lex Fannia sumptuaria. Тази година консули са Апий Клавдий Пулхер и Квинт Цецилий Метел Македоник.
Вероятно е през 138 пр.н.е. претор и е изпратен в Сицилия, по времето на робското въстание.
Баща е на Тит Дидий (народен трибун 103, претор 101 и консул 98 пр.н.е.).